# Eryngium foliosum
Eryngium foliosum là một loài thực vật có hoa trong họ Hoa tán. Loài này được Scheele mô tả khoa học đầu tiên năm 1843.